# Gobernación de Hebrón
La Gobernación de Hebrón (en árabe : محافظة الخليل) es una de las dieciséis gobernaciones del Estado de Palestina, en el sur de Cisjordania. La gobernación posee un superficie de 1.060 kilómetros cuadrados y su población según el Centro Palestino de Estadísticas, a mediados de año 2006 fue de 542 593 habitantes. Esto hace que la gobernación de Hebrón sea la mayor de las 16 provincias en población y superficie de tierra en el territorio palestino. La ciudad de Hebrón es la capital de distrito o muhfaza (asiento) de la gobernación. El gobernador es Hussein al-A'araj y el comandante de distrito es Abdel Fattah al-Ju'eidi.

## Organización
El distrito de Hebrón tiene un total de siete ciudades y 18 pueblos. La gobernación también contiene más de 100 pueblos beduinos y asentamientos que no están listados a continuación. 

## Ciudades
- Dura
- Halhul
- Hebrón (capital)
- Yatta
- ad-Dhahiriya

## Municipios
Las siguientes localidades tienen el estatus de municipio por el Ministerio de Administración Local de la Autoridad Nacional Palestina .
- Bani Na'im
- Beit 'Awwa
- Beit Ula
- Beit Ummar
- Deir Sammit
- Idhna
- Jaras
- Nuba
- Sa'ir
- as-Samu
- Surif
- Tarqumiya
- Taffuh

## Campos de refugiados
- al-Arroub
- al-Fawwar